# Henrik Mestad
Henrik Mestad (Oslo, 22 juni 1964) is een Noorse acteur. 

## Biografie
Mestad groeide als de zoon van bankier en politicus Viking Mestad op in de Noorse hoofdstad Oslo. Zijn toneelopleiding volgde hij van 1988 tot 1991 aan de Statens teaterhøgskole.
In zowel 2007 als 2015 won de Noor de de Amandaprisen in de categorie 'Beste bijrol' voor zijn acteerwerk in respectievelijk Sønner en Børning. Voor Sønner won hij in dezelfde categorie ook een aan het Kosmorama Trondheim International Film Festival gelieerde prijs. In 2011 kreeg Mestad de Heddaprisen in de categorie 'Beste mannelijke acteur' voor zijn rol in het toneelstuk Faderen van het Nationaltheatret.

## Filmografie (selectie)
| Jaar        | Titel                 | Rol          | Type productie | Opmerkingen     |
| ----------- | --------------------- | ------------ | -------------- | --------------- |
| 2006        | Sønner                | Hans         | Film           |                 |
| 2013 - 2014 | Lilyhammer            | Lars Olafsen | Televisieserie | 5 afleveringen  |
| 2014 - 2020 | Børning               | Philip Mørk  | Filmreeks      | 3 films         |
| 2015 - 2020 | Okkupert (Occupied)   | Jesper Berg  | Televisieserie | 24 afleveringen |
| 2018        | Conspiracy of Silence | Anders Spetz | Televisieserie | 8 afleveringen  |
| 2016 - 2022 | Norsemen              | Olav         | Televisieserie | 12 afleveringen |
| 2021        | Furia                 | Siem         | Televisieserie | 3 afleveringen  |
| 2021 - 2022 | Pørni                 | Stephen      | Televisieserie | 11 afleveringen |